# 葉瑞 (嘉靖江西進士)
葉瑞（1479年—？年），字君辑，江西饶州府樂平縣人，民籍。

## 生平
治《詩經》，行六，正德五年（1510年）江西鄉試第三十四名舉人，年四十五歲中式嘉靖二年（1523年）癸未科會試第三百九十二名，第三甲第一百四十八名進士。

## 家族
曾祖葉世春。祖父葉日新。父葉純標。母鄭氏。永感下。兄珪、璧、弟璁、珮。